# Cancrion cancrorum
Cancrion cancrorum är en kräftdjursart som först beskrevs av F. Müller 1864.  Cancrion cancrorum ingår i släktet Cancrion och familjen Entoniscidae.
Artens utbredningsområde är havet utanför Brasilien. Inga underarter finns listade i Catalogue of Life.